# Бохенський Володимир
Володимир Бохенський (1878—1941?) — пинський повітовий комісар. Син Георгія Бохенського і Софії Куликовської.

## На ветеринарній службі
В 1902 році закінчив Харківський ветеринарний інститут. З травня 1903 року зарахований до ветеринарного відомства російської імператорської армії. В 1908 році служив ветеринарним лікарем на Кавказі, в місті Олту Карської області.

## Перша світова війна
В 1914 році очолив ветеринарний пункт Лунинця. На момент призначення комісаром Пинського повіту в 1918 році Бохенський мав 15 років вислуги.

## Пинський староста
22 квітня 1918 року призначений на посаду пинського повітового комісара. Після перевороту гетьмана Павла Скоропадського призначений пинським повітовим старостою.

## Ветеринар Столинського повіту
Власник маєтку Видибор Столинського повіту. Працював приватно ветеринаром у власному маєтку. В вересні 1939 року арештований. Населення заступилося за повітового ветеринара і звернулося до місцевої влади з петицією. Вдруге Володимира Бохенського арештовували взимку 1939-40 року. В'язень мінської тюрми, де перебував до середини червня 1941 року. Подальша доля невідома.